# Astroblepus brachycephalus
Astroblepus brachycephalus är en fiskart som först beskrevs av Günther 1859. Astroblepus brachycephalus ingår i släktet Astroblepus, och familjen Astroblepidae. Inga underarter finns listade i Catalogue of Life.